# Galleria dell'Accademia (Rome)
Galleria dell'Accademia di San Luca is een museum gelegen op de Piazza dell'Accademia di San Luca 77 te Rome. 

## Geschiedenis
Ook in Rome verenigden ambachtslui zich in Sint-Lucasgilden en was vanaf de 15de eeuw de "Accademia di Belle Arti San Luca" actief. Door Borromini en Federico Zuccari werd de accademia door paus Gregorius XIII onafhankelijk verklaard. Nieuwe leden moesten een kunstwerk schenken als inschrijvingsgeld. Meestal kregen enkel de leden van deze gilden opdrachten voor kerken in Rome. De Accademia vergaderde in de kerk San Luca e Martina en pas in 1932 werd naar de huidige locatie uitgeweken. 
In 2007 werd het volledige gebouwd gerestaureerd. 

## Kunstwerken
Enkele van de belangrijkste werken die men er kan zien zijn "Maria met kind" en "Musicerende engelen" van Antoon van Dyck, "De aankondiging aan de herders" van Jacopo Bassano, "Nimfen kronen de overvloed" van Pieter Paul Rubens en een deel van een fresco van Rafaël.
Daarnaast zijn er ook werken van Joannes Fijt, Adriaen Isenbrant, Michael Sweerts, Pieter van Bloemen, Jan Frans van Bloemen, Antoine Joseph Wiertz en Frans Badens te zien.